# Lennep (Remscheid)
Lennep – dzielnica miasta Remscheid w Niemczech, w kraju związkowym Nadrenia Północna-Westfalia, w rejencji Düsseldorf. Do 1929 było to miasto i zarazem siedziba powiatu Lennep.
27 marca 1845 roku urodził się Wilhelm Röntgen, fizyk niemiecki, laureat Nagrody Nobla.